# 第一次楊一清內閣
第一次楊一清內閣成立於嘉靖五年五月十八日（1526年6月27日），結束於嘉靖五年七月二日（1527年8月9日）。是明世宗統治下的第五個內閣，由時任少師、太子太傅、吏部尚書兼武英殿大學士楊一清組閣。
嘉靖五年七月二日，時任次輔、原任首輔的費宏因編修《睿宗實錄》有功，被世宗晉升為華蓋殿大學士，未參與編修的楊一清僅被晉升為太子太師兼謹身殿大學士，自此，費宏地位回歸楊一清之上（華蓋殿大學士地位高於謹身殿大學士），楊一清遂退居次輔之位；同日費宏回鍋出任內閣首輔。

## 內閣成員
以下閣員全部自第一次費宏內閣續任：
| 職位         | 姓名   | 備注 |
| ------------ | ------ | ---- |
| 首輔         | 楊一清 |      |
| 次輔         | 費宏   |      |
| 武英殿大學士 | 石珤   |      |
| 武英殿大學士 | 賈詠   |      |